# Südostmolukken
Die Südostmolukken (indonesisch Maluku Tenggara) sind ein Regierungsbezirk (Kabupaten) in der indonesischen Provinz Maluku.

## Geographie
Die Südostmolukken erstrecken sich zwischen 4°12′19,427″ und 6°06′18,275″ s. Br. sowie zwischen 132°21′39,082″ und 133°15′31,442″ ö. L. auf einer Landfläche von etwa 1.000 km², die Seefläche beträgt etwa 2.980 km². Der Regierungsbezirk besteht aus ca. 137 Inseln, die größtenteils zur Gruppe der Kei-Inseln gehören. Im Norden liegt die autonome Stadt Tual, die 2007 vom Bezirk Südostmolukken abgetrennt wurde.
Hauptstadt ist seit 2011 Langgur auf Kei Kecil, das durch eine Brücke über eine Meeresstraße mit der alten Hauptstadt Tual verbunden ist.
Die östlichste Insel ist das langgezogene Kei Besar (Nuhu Yuut oder Nusteen, Groß-Kei), die zu Maluku Tenggara gehört. Zentrum und Nordwesten bilden den Distrikt (Kecamatan) Kei Besar mit Nuhuyanan und zwei weiteren vorgelagerten Inseln. Der Distrikt Kei Besar Utara Timur liegt im Nordosten der Insel, der Distrikt Kei Besar Selatan liegt im Süden. Vorgelagerten Inseln sind hier Dufin und Nasu Lar.
Westlich von Kei Besar liegen jenseits der Nerongstraße die Inseln Kei Kecil (Nuhu Roa oder Nusyanat, Klein-Kei) und Kei Dullah. Kei Dullah gehört allerdings zur autonomen Stadt Tual. Den Norden der Insel bildet den Distrikt Kei Kecil. Dazu gehören östlich von Kei Kecil auch die Inseln Kalvik, Watlus, Ana, Daar und Nuhutuwak. Westlich sind von Kei Kecil Teil des Subdistrikts die Inseln Er, Beor, Ngaf, Haeh, Ohoiwa, Nai, Verkuku, Hoa, Lea, Nura, Amut, Watokmas, Vatilmas, Wear Hu und eine weitere Insel im Nordwesten von Kei Kecil.
Kei Kecil Barat ist der Distrikt im Südwesten von Kei Kecil. Dazu gehören auch die Inseln Liek (Lik), Taroa, Waha, Tangwain, Labulin, Warbal, Manir (Waha), Ur (Uhr), Utir (Witir), Nuhu Taa (Nuhuta, Nuhutaa), Far, Nuhuyanko, Tanimbar Kei (Tanimbarkei, Kai Tenimbar, Tnebar Evav) und zwei weitere kleine Inseln vor Tanimbar Kei. Den Südosten von Kei Kecil bildet der Subdistrikt Kei Kecil Timur.

## Verwaltungsgliederung
Der Regierungsbezirk gliedert sich in elf Distrikte (Kecamatan), die aus 191 Dörfern (Desa) bestehen. Darunter ist ein Kelurahan mit städtischem Charakter: Langgur im Kec. Kei Kecil.
| Code 1   | Kecamatan Distrikt      | Ibu Kota Verwaltungssitz | Fläche (km²) | Einwohner Census 2010 2 | Volkszählung 2020 | Volkszählung 2020 | Volkszählung 2020 | Anzahl der Dörfer | Anzahl der Dörfer |
| Code 1   | Kecamatan Distrikt      | Ibu Kota Verwaltungssitz | Fläche (km²) | Einwohner Census 2010 2 | Einwohner 3       | 0Dichte 40        | Sex Ratio 5       | Anzahl der Dörfer | Anzahl der Dörfer |
| -------- | ----------------------- | ------------------------ | ------------ | ----------------------- | ----------------- | ----------------- | ----------------- | ----------------- | ----------------- |
| 81.02.01 | Kei Kecil               | Langgur                  | 109,27       | 40.336                  | 33.987            | 315,0             | 99,01             | 14 / 1            |                   |
| 81.02.03 | Kei Besar               | Elat                     | 112,97       | 22.489                  | 7.601             | 175,3             | 96,92             | 37                |                   |
| 81.02.04 | Kei Besar Selatan       | Weduar                   | 78,83        | 7.589                   | 8.205             | 95,6              | 98,51             | 10                |                   |
| 81.02.05 | Kei Besar Utara Timur   | Hollat                   | 167,09       | 9.626                   | 10.139            | 77,2              | 99,81             | 30                |                   |
| 81.02.13 | Kei Kecil Timur         | Rumat                    | 68,26        | 10.674                  | 6.256             | 129,1             | 97,62             | 18                |                   |
| 81.02.14 | Kei Kecil Barat         | Ohoira                   | 95,76        | 5.728                   | 5.683             | 82,3              | 104,22            | 10                |                   |
| 81.02.15 | Manyeuw                 | Rumahdian                | 61,93        | –                       | 18.818            | 102,2             | 101,87            | 9                 |                   |
| 81.02.16 | Hoat Sorbay             | Tetoat                   | 82,28        | –                       | 11.289            | 125,8             | 99,35             | 13                |                   |
| 81.02.17 | Kei Besar Utara Barat   | Uwat Reyaan              | 157,81       | –                       | 6.916             | 63,4              | 99,02             | 25                |                   |
| 81.02.18 | Kei Besar Selatan Barat | Rahangiar                | 42,13        | –                       | 9.131             | 91,2              | 100,34            | 13                |                   |
| 81.02.19 | Kei Kecil Timur Selatan | Danar Ternate            | 55,48        | –                       | 3.486             | 107,6             | 98,15             | 11                |                   |
| 81.02    | Kab. Maluku Tenggara    | Kab. Maluku Tenggara     | 1031,81      | 96.442                  | 121.511           | 123,9             | 99,12             | 190 / 1           |                   |

## Demographie
Zur Volkszählung im September 2020 (indonesisch Sensus Penduduk - SP2020) lebten im Regierungsbezirk Südostmolukken 121.511 Menschen, davon 61.023 Frauen (50,11 %) und 60.488 Männer (49,78 %). Gegenüber dem letzten Census (2010) sank der Frauenanteil um 0,57 %.
Mitte 2022 waren 69,41 Prozent der Einwohner Christen (53.678 röm.-kath. / 35.380 ev.-luth.), zum Islam bekannten sich 30,30 %, zum Hinduismus 0,29 %.
67,33 Prozent oder 76.394 Personen gehörten zur erwerbsfähigen Bevölkerung (15–64 Jahre); 25,71 % waren Kinder und 6,96 % im Rentenalter. Von der Gesamtbevölkerung waren Mitte 2022 60,64 (53,60) % ledig, 36,00 (42,44) % verheiratet, 0,20 (0,23) % geschieden und 3,17 (3,74) % verwitwet. Die geklammerten Kursivzahlen geben den Anteil bezogen auf die Bevölkerung ab 10 Jahre an (108.831).
Der HDI-Index lag 2020 mit 66,20 unter dem Durchschnitt Provinz (69,49).

## Geschichte
Durch das Gesetz Nr. 60/1958 wurden nach der Schaffung der Provinz Maluku die vier Verwaltungseinheiten 2. Ordnung Daerah Swatantra Maluku Utara (wurde 1999 als eigene Provinz selbständig), Maluku Tengah und Maluku Tenggara sowie die Kotapraja Ambon als Hauptstadt, gebildet.
Aus dem Regierungsbezirk wurden zwei weitere Bezirke abgetrennt:
- 1999 Maluku Tenggara Barat[8]
- 2003 Kepulauan Aru[9]
- 2007 Kota Tual[10]

Nach der Volkszählung von 2010 entstanden fünf neue Distrikte:
- Manyeuw abgespalten von Kei Kecil[11]
- Hoat Sorbay abgespalten von Kei Kecil[12]
- Kei Besar Utara Barat abgespalten von Kei Besar[13]
- Kei Besar Selatan Barat abgespalten von Kei Besar Selatan[14]
- Kei Kecil Timur Selatan abgespalten von Kei Kecil Timur[15]